# Cheilodactylus
Cheilodactylus là một chi cá trong họ cá Cheilodactylidae thuộc bộ cá vược Perciformes.

## Các loài
Hiện hành có 16 loài được ghi nhận trong chi này:
- Cheilodactylus ephippium McCulloch & Waite, 1916 (Painted moki)
- Cheilodactylus fasciatus Lacépède, 1803 (Redfingers)
- Cheilodactylus francisi C. P. Burridge, 2004 (Blacktip morwong)
- Cheilodactylus fuscus Castelnau, 1879 (Red morwong)
- Cheilodactylus gibbosus J. Richardson, 1841 (Western crested morwong)
- Cheilodactylus nigripes J. Richardson, 1850 (Magpie perch)
- Cheilodactylus pixi M. M. Smith, 1980 (Barred fingerfin)
- Cheilodactylus plessisi J. E. Randall, 1983 (Plessis' morwong)
- Cheilodactylus quadricornis Günther, 1860
- Cheilodactylus rubrolabiatus G. R. Allen & Heemstra, 1976
- Cheilodactylus spectabilis F. W. Hutton, 1872 (Red moki)
- Cheilodactylus variegatus Valenciennes, 1833 (Peruvian morwong)
- Cheilodactylus vestitus (Castelnau, 1879) (Crested morwong)
- Cheilodactylus vittatus A. Garrett, 1864 (Hawaiian morwong)
- Cheilodactylus zebra Döderlein (de), 1883 (Redlip morwong)
- Cheilodactylus zonatus G. Cuvier, 1830 (Spottedtail morwong)